# Sierra de Faladoira
La sierra de Faladoira es una sierra perteneciente a la llamada dorsal gallega, situada en la provincia de La Coruña, España. Nace en el municipio de Puentes de García Rodríguez y se extiende hacia el norte entre los términos de Mañón y Ortigueira, para morir en el mar Cantábrico formando el cabo de Estaca de Bares. Está conformada por pizarras negras juntos con gneis «ojos de sapo», esquistos cristalinos y areniscas, de las cuales sobresalen crestas de granito y cuarcitas.
Aunque todavía conserva algunos robledales, castañares y bosques de rivera, la mayor parte de su extensión está cubierta por monte bajo y matorral, así como por plantaciones forestales de eucalipto y pino.
El punto de mayor altitud es el monte Caxado, con 756 metros sobre el nivel del mar.
No se conoce a ciencia cierta la etimología del nombre de esta sierra (su traducción desde el gallego sería: 'sierra de la Habladora'). Según el autor Sebastián Miñano y Bedoya el origen de su nombre se debe a que «su pendiente oriental, toda escarpada y pizarrosa, repite el eco de la voz».
Otros autores discrepan sobre si el nombre de esta sierra es 'Faladora' o 'Faladoira'; este último es un término hipergalleguista que aparece por primera vez en 1926 en el libro Guía de Galicia de Ramón Otero Pedrayo. Sin embargo, el geógrafo Julio Dávila Díaz utiliza el término 'Faladora' en su Geografía descriptiva de la comarca de Ortigueira, al igual que el arqueólogo y político Federico Maciñeira, en su libro Bares. Puerto hispánico de la primitiva navegación occidental.